# Kogstorp
Kogstorp [kʊk:stærp] är en by i Svartrå socken,  Falkenbergs kommun som är belägen väster om Högvadsån till vars flöde gårdarnas ägor når. Idag (2010) består byn av sex lantbruksfastigheter samt ett par fritidshus, totalt fyra hushåll.

## Historia
Byn Kogstorp var ursprungligen på 1 helt mantal kronohemman och finns först omnämnd 1592, och kallas i gamla jordeböcker Jöns Börjesgård. Byns skattekraft blev förmedlad (nedklassad) till ½ mantal senast 1810. Gårdarna tycks ha friköpts under 1850-talet . Laga skifte genomfördes år 1866, men uppgift om läge för den ursprungliga bytomten saknas.
Mellan åren 1894 och 1959 gick Falkenbergs Järnväg (FJ – även kallad Pyttebanan) genom byns ägor. Vid gränsen mot Floastad ligger en banvaktsstuga (idag fritidsbostad) som var bostad åt dem som ursprungligen betjänade skötseln av FJ:s spårområde i området. Den gamla banvallen blev enskild väg när en vägsamfällighet bildades år 1968 som förvaltas av Kogstorps vägförening.

## Bebyggelsenamn
De fem äldre gårdarna tycks, med ett enda undantag, inte ha haft några personliga namn, och endast tre av de tiotal gamla backstugorna och torpen har haft bebyggelsenamn. Det geografiska läget på några av fastigheterna har under 2000-talet givit dem adresser som ger intrycket att de hör till grannbyarna Skinnarlyngen och Släryd, trots att dessa fortfarande ligger inom Kogstorps ägovidd.
- Bergshagen (1888 - 1915). En undantagsstuga. Huset flyttades senare till tätorten Ullared (Varbergsvägen 36).
- Korskulla (1876 - 1882). En backstuga.
- Kålsberg / Slättatorpet (cirka 1811 - ). Ett torp, friköpt 1935. Idag lantbruksfastighet.
- Porsmad. En gård på 1/48 mantal som bildades genom s.k. sämjedelning ca 1880.

## Övrigt
Den vid lokaltidningen Hallands Nyheter flitige och mångårige väderrapportören från ”Ullared”, Elvert Carlén (1937 - 2009), bodde i denna by.